# Bukovics József
Bukovics József (Kazincbarcika, 1960) magyar nemzeti labdarúgó-játékvezető. Egyéb foglalkozása, Miskolcon a MÁV Vasútőr Kft.-nél a fegyveres biztonsági őrség parancsnoka.

## Pályafutása

### Labdarúgóként
Az érettségi után 1979-ben, 19 évesen a Diósgyőri VTK-ban futballozott. Három évre rá haza igazolt, a Kazincbarcikai SC színeiben hátvédként játszott. 1986-ban a Sajószentpéter bányászcsapatának mezét ölti magára, innen Miskolcra, a Miskolci VSC futballcsapatához igazolt.

### Labdarúgó-játékvezetőként

#### Nemzeti játékvezetés
Bognár István korábbi NB I-es játékvezető ráhatására iratkozott be játékvezetői tanfolyamra, ahol 1992-ben sikeres vizsgát tett. Elsőként Szirmán 1992-ben körzeti bajnoksági meccset vezet, és megkezdi a játékvezetéshez szükséges tapasztalatok megszerzését. NB III-as, majd országos utánpótlás játékvezető lett, 1994-ben az NB II-es játékvezetői keret tagja, és 1996 júniusában már a legmagasabb osztályban tevékenykedett. Első ligás mérkőzéseinek száma: 64. (2002)
| Időpont             | Helyszín                           | Mérkőzés típusa          | Mérkőzés                   | Eredmény |
| ------------------- | ---------------------------------- | ------------------------ | -------------------------- | -------- |
| 1996. szeptember 4. | Oláh Gábor utcai stadion, Debrecen | első NB. I-es mérkőzés   | Debreceni VSC–BFC Siófok   | 2 : 0    |
| 2001. június 18.    | Sóstói Stadion, Székesfehérvár     | utolsó NB. I-es mérkőzés | Videoton FC–Dunaújváros FC | 1 : 2    |

#### Nemzetközi játékvezetés
Több UEFA-kupa, Intertotó Kupa, nemzetek közötti válogatott és klubmérkőzésen partbíróként segítette a játékvezető szakmai munkáját.

## Családi kapcsolata
Nős, felesége óvónő, két iskolás gyermekük van. Kislánya Miskolcon az Ádám Jenő Központi Általános Iskolában tornázik, fia a Kazincbarcikai Ifjúsági Sport Egyesületben (KISE) futballozik.